# Nanase Aikawa
Nanase Aikawa (相川七瀬 16 de febrer de 1975) és una cantant de rock japonesa.

## Biografia
Els seus pares es divorciaren sent ella encara molt jove, el que sens dubte la duria a ser una miqueta rebel durant la seua adolescència, època en la qual es rumoreja que estigué en una banda de xiques. També es conta que fou acorralada reiteradament en l'institut, el que li faria detestar-lo i fins i tot tenir malsons, duent-la a abandonar-lo durant un any. Durant aquests anys participà en diversos concursos de cant, passant desapercebuda en la majoria, fins que es trobà amb Tetsuro Oda, un famós productor musical.
En novembre de 1995 Nanase Aikawa llançà el seu senzill debut sota la producció de Tetsuro Oda, titulat "Yumemiru Shoujo Ja Irarenai" baix el segell cutting edge, pertanyent a Avex. Red, el seu primer àlbum llançat en 1996, que va vendre més de dos milions de còpies en el seu primer mes. Així va assolir ser convidada per a actuar en el Kōhaku Uta Gassen, un concurs d'Any Nou entre grups masculí i femení de cantants famosos patrocinat per la NHK.
El seu segon àlbum, Paradox, va veure la llum en juliol de 1997, arribant a vendre 1,8 milions de còpies, coincidint amb la seua primera gira Live Emotion '97 (20 concerts que van atraure a un total de 65000 fans, segons Avex). Crimson, el seu tercer disc, s'editaria en 1998, juntament amb una altra gira de 40 concerts. En 1999 la seua aposta va ser un recopilatori d'èxits que titulà I.D., que també debutà en el nombre unisc de la llista de rock, com feren els tres àlbums anteriors. En aquest àlbum també apareixia una cançó inèdita, Lovin' you, que fou editada com senzill i va tenir un gran èxit. En el 2000 sorgiria un nou àlbum, Foxtrot, on la seua música abastaria nous horitzons acostant-se al jazz en cançons com China Rose, si bé la resta del llarg és fidel al seu rock. En 2001 Nanase va sorprendre els seus fanàtics primer amb el seu àlbum, Purana, on col·labora amb un nou productor, Tomoyasu Hotei, i que li duria a la seua primera actuació en l'estranger (Taiwan), i un mini-àlbum de belades, The Last Quarter, que va gravar durant el seu embaràs.
El 9 de novembre de 2005 va editar un àlbum pel seu desè aniversari en el món de la música, titulat R.U.O.K.?!, en el qual col·labora amb músics tan coneguts com Marty Friedman (que formara part de Megadeth) o Pata (que va pertànyer al grup X Japan).
Nanase també ha escrit diversos llibres, alguns de caràcter infantil (un parell de contes sobre les aventures d'una balena), altres sobre cromoterapia, a part de treballs com a actriu com la seua interpretació al personatge secundari Eriko Okada en la sèrie de televisió japonesa 87%～watashi no gonen seizon ritsu.

## Discografia

### Àlbums
1. Red (3 de juliol, 1996)
2. paraDOX (2 de juliol, 1997)
3. crimson (8 de juliol, 1998)
4. FOXTROT (16 de febrer, 2000)
5. Purana (21 de febrer, 2001)
6. 7 seven (18 de febrer, 2004)

#### Mini àlbums
- The Last Quarter (27 de setembre, 2001)
- THE FIRST QUARTER (16 de febrer, 2005)
- R.U.O.K?! (9 de novembre, 2005)

#### Grans èxits
- ID (19 de maig, 1999)
- ID:2 (26 de març, 2003)

### Singles
1. Yumemiru Shōjō Ja Irarenai (夢見る少女じゃいられない) (8 de novembre, 1995)
2. Bye Bye. (バイバイ。) (9 de febrer, 1996)
3. LIKE A HARD RAIN (17 d'abril, 1996)
4. BREAK OUT! (5 de juny, 1996)
5. Koigokoro (恋心) (7 d'octubre, 1996)
6. Troublemaker (トラブルメイカー) (13 de febrer, 1997)
7. Sweet Emotion (1 de maig, 1997)
8. Bad Girls (12 de novembre, 1997)
9. Kanojo to Watashi no Jijō (彼女と私の事情) (4 de febrer, 1998)
10. Nostalgia (8 de maig, 1998)
11. Lovin' you (6 de novembre, 1998)
12. COSMIC LOVE (17 de març, 1999)
13. Sekai wa kono Te no Naka ni (世界はこの手の中に)/Heat of the night (23 de juliol, 1999)
14. Jealousy (29 de setembre, 1999)
15. China Rose (8 de desembre, 1999)
16. midnight blue (31 de maig, 2000)
17. SEVEN SEAS (9 d'agost, 2000)
18. NO FUTURE (31 de gener, 2001)
19. ~dandelion~ (31 de gener, 2001)
20. Owarinai Yume (終わりない夢) (5 de juny, 2002)
21. Roppongi Shinjyu (六本木心中) (9 d'octubre, 2002)
22. Shock of Love (13 de febrer, 2003)
23. R-Shitei (R-指定) (27 de novembre, 2003)
24. Ai no Uta -Magenta Rain- (愛ノ詩 -マジェンタレイン-) (21 de gener, 2004)
25. Round ZERO ~ BLADE BRAVE (18 de febrer, 2004)
26. Mangekyou/UNLIMITED (万華鏡/UNLIMITED) (29 de setembre, 2004)
27. Kagiriaru Hibiki (限りある響き) (19 de gener, 2005)
28. EVERYBODY GOES (25 de febrer, 2006)

### Vídeo
- Reflex (19 de febrer, 1997) (VHS) / (29 de març, 2000) (DVD)
- Live Emotion Concert Tour '97 (29 d'octubre de 1997) (VHS) / (29 de març, 2000) (DVD)
- radioactive (3 de març de 1999) (VHS) / (29 de març, 2000) (DVD)
- Live Emotion 2000 “FOXTROT” (20 de setembre, 2000)
- chain reaction (7 de març, 2001)
- Reflex + radioactive (13 de març, 2002)
- BEST CLIPS (11 de desembre, 2002)
- Live Emotion 2004 7 seven (29 de setembre, 2004)
- 7.7.7. (1 de gener, 2006)